# Стронг, Бенджамин (младший)
Бенджамин Стронг младший (22 декабря 1872 года — 16 октября 1928 года) — американский экономист, президент Федерального резервного банка Нью-Йорка в 1914—1928 годы.
Бенджамин Стронг начал свою карьеру в финансовой и банковской отрасли в 1891 году. В дальнейшем активно участвовал в создании Федеральной резервной системы, когда после банковской паники 1907 года ведущие банкиры стали развивать идею создания Центрального Банка, выполняющего функцию эмиссии денег.
Стронг, будучи вице-президентом Trust of New York, был эмиссаром JP Morgan и одним из девяти участников тайного собрания, состоявшемся в отеле Hunt Club на острове Джекилл (Джорджия) в ноябре 1910 года. Там также присутствовали Пол Варбург, недавний иммигрант из известной немецкой банкирской семьи, который был партнёром в Нью-Йорке банкирского дома Kuhn, Loeb & Co, сенатор Нельсон Олдрич (Нельсон Рокфеллер был назван в честь Олдрич, его деда по материнской линии); А. Пиатт Эндрю, помощник министра финансов и специального помощника Национальной валютной комиссии, а также другие банкиры в том числе Фрэнк А. Вандерлип, президент Национального банка города Нью-Йорка, Генри П. Дэвисон, старший партнёр J.P. Morgan & Co. и Чарльз Д. Нортон, президент подконтрольного Моргану Первого Национального банка Нью-Йорка.
Как стало известно, эта группа создала план Олдрича. План был написан на острове в тайне, так как общественность никогда бы не одобрила законопроект банковской реформы, написанный банкирами. План Олдрича был представлен в Конгрессе США и вызвал много споров, но так и не дошёл до голосования. Но основные идеи плана Олдрича, в конечном счёте, послужили моделью, на основе которой была создана Федеральная резервная система, однако в него были внесены значительные изменения, касающиеся контроля со стороны правительства США. Законопроект был принят Конгрессом в 1913 году.
Стронг стал президентом банка Trust в 1914 году и, вскоре после этого, в том же году, был назначен президентом Федерального резервного банка Нью-Йорка, эту должность он занимал вплоть до своей смерти в 1928 году.
На протяжении 14 лет Стронг сыграл огромную роль в создании международной финансовой системы. Вместе с президентом Банка Англии, Монтегю Норманом, создал тандем, который буквально потряс мировую экономику. Его необычайно щедрая и расточительная кредитная политика для других государств привела к ещё большей зависимости мировой экономики от экономики США. Представители австрийской школы обвиняют его в содействии распространения Великой депрессии на мировую экономику. Однако его готовность поддерживать ликвидность банков во время паники получила высокую оценку от представителей монетаристской школы.